# کارگو پلاس اوییشن
کارگو پلاس اوییشن (به انگلیسی: Cargo Plus Aviation) یک شرکت هواپیمایی با کد یاتا 8L است که در تاریخ ۲۰۰۱ میلادی تأسیس شده است. دفتر مرکزی کارگو پلاس اوییشن در دبی، امارات متحده عربی واقع شده‌است.